# Centrale idroelettrica di Châtillon
La centrale idroelettrica di Châtillon è situata nel comune di Châtillon in Valle d'Aosta e posta sull'asta fluviale del fiume Marmore (pron., Marmòr).

## Caratteristiche
Si tratta di una centrale a bacino alimentata dalle acque del fiume del torrente Marmore oltre allo scarico della centrale di Covalou.
Lo sbarramento sul torrente Marmore è costituito da una paratoia a rotolone, con cinque luci di presa, sghiaiatore e griglie.
L'impianto è automatizzato dal 1988 e telecomandato da Pont-Saint-Martin.